# Sigma 10-20mm F4-5.6 EX DC HSM
Sigma 10-20mm F4-5.6 EX DC HSM je ultra širokokotni zoom objektiv, ki ga izdeluje japonsko podjetje Sigma za uporabo na digitalnih zrcalno-refleksnih fotoaparatih.